# Roman Procházka
Roman Procházka (ur. 14 marca 1989 w Jaslovskich Bohunicach) – słowacki piłkarz grający na pozycji ofensywnego pomocnika. Od 2021 roku jest zawodnikiem klubu Spartak Trnawa.

## Kariera klubowa
Swoją karierę piłkarską Procházka rozpoczął w klubie Spartak Trnawa. Przed sezonem 2006/2007 awansował do kadry pierwszego zespołu Spartaka. W zespole Spartaka zadebiutował 13 maja 2007 w wygranym 2:1 wyjazdowym meczu z ŠK Eldus Močenok, rozegranym w ramach baraży o utrzymanie się w pierwszej lidze słowackiej. W sezonie 2008/2009 stał się podstawowym zawodnikiem Spartaka. W Spartaku grał do końca sezonu 2011/2012. W klubie tym rozegrał 124 mecze i strzelił w nich 11 goli.
W czerwcu 2012 roku Procházka przeszedł do Lewskiego Sofia. W Lewskim zadebiutował 11 sierpnia 2012 w wygranym 1:0 domowym meczu z Czernomorcem Burgas. W czerwcu 2013 roku wypożyczono go do Spartaka Trnawa.
| Sezon   | Klub           | Kraj     | Rozgrywki   | Mecze | Bramki |
| ------- | -------------- | -------- | ----------- | ----- | ------ |
| 2006/07 | Spartak Trnawa | Słowacja | Corgoň liga | 5     | 1      |
| 2007/08 | Spartak Trnawa | Słowacja | Corgoň liga | 1     | 0      |
| 2008/09 | Spartak Trnawa | Słowacja | Corgoň liga | 28    | 0      |
| 2009/10 | Spartak Trnawa | Słowacja | Corgoň liga | 29    | 3      |
| 2010/11 | Spartak Trnawa | Słowacja | Corgoň liga | 30    | 3      |
| 2011/12 | Spartak Trnawa | Słowacja | Corgoň liga | 31    | 4      |
| 2012/13 | Lewski Sofia   | Bułgaria | A PFG       | 21    | 0      |
| 2013/14 | Spartak Trnawa | Słowacja | Corgoň liga | 31    | 6      |
| 2014/15 | Lewski Sofia   | Bułgaria | A PFG       | 27    | 4      |
| 2015/16 | Lewski Sofia   | Bułgaria | A PFG       | 33    | 8      |
| 2016/17 | Lewski Sofia   | Bułgaria | A PFG       | 29    | 8      |
| 2017/18 | Lewski Sofia   | Bułgaria | A PFG       | 35    | 5      |

## Kariera reprezentacyjna
W swojej karierze Procházka grał w reprezentacji Słowacji U-21. W dorosłej reprezentacji zadebiutował 20 sierpnia 2011 roku w wygranym 2:1 towarzyskim spotkaniu z Austrią, rozegranym w Klagenfurcie.